# سيميون آكي

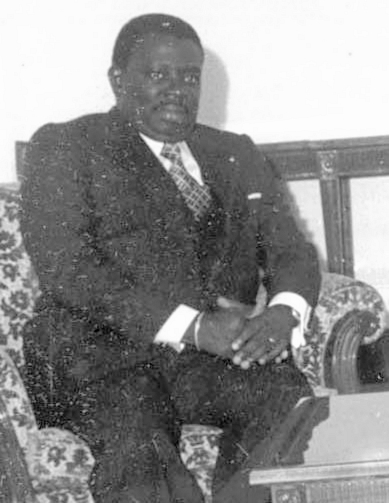
سيميون آكي عام 1978.

سيميون آكي (4 يناير 1932 في بينجرفيل - 8 يناير 2003 في أبيدجان) كان سياسيًا من كوت ديفوار.
درس آكي القانون في جامعة داكار بالسنغال وحصل على شهادته عام 1957. بدأ حياته السياسية كمدير لبروتوكول الدولة في الفترة من 1959 حتى 1960، عندما نالت كوت ديفوار استقلالها. شغل منصب دبلوماسي في سفارتها في مدينة نيويورك في 1961-1963، ثم سفيراً في لندن، 1964-1966، وتولى مسؤولية بريطانيا العظمى وأيرلندا الشمالية والدنمارك والسويد والنرويج. في عام 1966 تم تعيينه سفيرا لكوت ديفوار لدى الأمم المتحدة. ترأس بهذه الصفة بعثة الأمم المتحدة الزائرة للصحراء الإسبانية عام 1975. من عام 1977 إلى عام 1990، شغل منصب وزير خارجية كوت ديفوار، في عهد الرئيس فيليكس هوفويت بوانيي. كان عضوًا في لجنة التوجيه والمكتب السياسي للحزب الديمقراطي لكوت ديفوار.

## روابط خارجية
- سيرة شخصية[وصلة مكسورة] قاعدة بيانات الشعوب الأفريقية